# Diarrea del viatger
La diarrea del viatger és la diarrea més comuna que afecta els viatgers, es defineix com tres o més deposicions sense formar en 24 hores que li passen al viatger, normalment acompanyat de dolors abdominals, còlics, nàusees i distensió abdominal. Això no implica un organisme específic, però l'Escherichia coli enterotoxigènica és el més comú. La majoria dels casos són autolimitats i, habitualment, el patogen no s'arriba a identificar.

## Incidència
Cada any aproximadament entre un 20 i 50% de viatgers internacionals, desenvolupen diarrea.

## Simptomatologia
Normalment, la diarrea del viatger apareix la primera setmana de viatge. Aquesta es pot produir en qualssevol moments del viatge o bé, un cop s'ha tornat al país d'origen. El període d'incubació és aproximadament de 14 dies en el cas de la Giardiasis i de 7 dies en el cas de la Criptosporidiosi. Altres agents vírics i bacterians tenen períodes d'incubació més curts.
Els símptomes es mostren de forma molt clara i específica. La principal és l'increment del volum i freqüència de les deposicions juntament amb pèrdua de pes. La consistència de la femta també canvia. Altres símptomes que acompanyen el quadre de diarrea del viatger són: nàusees, vòmits, hipotèrmia, còlics, astènia i disminució de la gana.
La malaltia pot evolucionar i presentar un grau de severitat molt més elevat. Això, fa que apareguin altres símptomes com: sang o mucositat a la femta, dolor abdominal o febre alta. També, si no s'actua contra la patologia diagnosticada es pot arribar a la deshidratació severa.

## Etiologia
La causa principal de la diarrea del viatger són els agents infecciosos. Els agents bacterians representen un 61% dels microorganismes responsables. En els països desenvolupats l'agent causal més comú és Escherichia coli enterotoxigènica (ETEC). Altres són: Shigella, Salmonella, Campylobacter, Yersinia, les Aeromonas, les Plesiomonas, etc.
A més a més, hi ha tota una sèrie de microorganismes que també poden desencadenar un quadre de diarrea del viatger.
| E. coli enterotoxigènica | 20-75%            |
| E. coli enteroagregativa | 0-20%             |
| E. coli enteroinvasiva   | 0-6%              |
| Shigella                 | 2-30%             |
| Salmonella               | 0-33%             |
| Campylobacter jejuni     | 3-17%             |
| Vibrio parahemolyticus   | 0-31%             |
| Aeromonas hydrophila     | 0-30%             |
| Giardia lamblia          | 0 a menys del 20% |
| Entameba histolytica     | 0-5%              |
| Cryptosporidium sp       | 0 a menys del 20% |
| Rotavirus                | 0-36%             |
| Norwalk virus            | 0-10%             |

## Factors de risc
Els principals factors de risc per adquirir la infecció és la ingesta d'aliments en mal estat, d'aigua contaminada amb restes fecals, mala higiene de mans i les mosques. Els països amb un risc més elevat són aquells que es troben en vies de desenvolupament com: Àfrica, Àsia, Amèrica llatina, etc. Tot i així, hi ha països desenvolupats que també presenten un alt risc.
Cal esmentar, que hi ha tota una sèrie de factors relacionats amb l'individu que poden afavorir adquirir la patologia: adults joves, persones immunodeprimides, persones amb malalties infeccioses inflamatòries, etc.

## Tractament
Generalment, la diarrea del viatger es resol sense necessitat d'aplicar cap tractament específic. Tot i així, és important mantenir una bona hidratació oral per recuperar la pèrdua de líquids i electròlits.

## Prevenció
La diarrea del viatger és una infecció que s'adquireix a causa de la contaminació bacteriana de l'aigua potable o el menjar. Hi ha tota una sèrie de precaucions que els viatgers han de tenir en compte alhora de menjar o beure al país visitat.
- Mantenir un bon nivell d'higiene i només beure aigua potable. Aquesta ha d'estar embotellada.
- No ingerir fruites ni verdures si no ho prepara la persona.
- Evitar ingerir carn poc feta o mal preparada.
- Evitar la llet pasteuritzada i maionesa
- Vacunar-se: Un estudi presentat a la publicació The Lancet, el juny del 2008, demostra que els pacients que s'havien posat la vacuna contra la diarrea del viatger eren menys propensos a desenvolupar la malaltia que aquells a qui s'havia injectat un placebo. L'estudi tenia una mostra de 170 individus d'edat compresa entre 18 i 64 anys que havien viatjat a Mèxic i Guatemala. D'aquests 170 individus, 59 van ser vacunats i només 3 d'aquests van desenvolupar la malaltia. La resta d'individus, als quals se'ls havia administrat el placebo, van desenvolupar una diarrea moderada o severa.[9]

## Pronòstic
El pronòstic per les persones diagnosticades de diarrea del viatger és bo. L'organisme acaba formant defenses enfront de la infecció i l'episodi no sol allargar-se més de 5 o 6 dies. Tot i així, quan hi ha presència de sang o mucositat a la femta o aparició de febre pot significar que la infecció és més severa i hi ha més afectació a l'organisme.